# Muschio selvaggio
Muschio Selvaggio è un podcast nato nel 2020 dalla collaborazione tra lo youtuber Luis Sal e il rapper Fedez, i quali hanno condotto insieme fino al 2023. Da maggio 2023 a marzo 2024 Fedez è stato affiancato da Davide Marra. Successivamente il podcast è tornato a essere condotto dai fratelli Luis e Martin Sal..
Dal 27 Maggio 2025 il 50% della società è stata venduta all’agenzia di management Thamsanqa, fondata e guidata da Lussorio Piras e Riccardo Vignola. 
Fino al 5 dicembre 2024 il format consisteva in un'intervista informale tra i conduttori e gli ospiti, in cui vengono affrontate varie tematiche più o meno legate al profilo degli ospiti. Dopo 6 mesi di inattività Luis Sal il 13 giugno 2025 in un video sulla piattaforma Youtube annuncia che il progetto non sarà più solo un podcast e creerà anche tutt' altro.
Nell'anno 2020 si è classificato nelle prime cinque posizioni tra i podcast più popolari in Italia su Apple Podcast.

## Oltre il podcast
Il 13 giugno 2025, Luis Sal annuncia e pubblica su YouTube il primo episodio del nuovo corso del podcast.
Nascono così diversi nuovi format:
| Titolo                          | Descrizione | Protagonisti | Data di debutto |
| ------------------------------- | --- | ------------ | --------------- |
| Fuoriformat                     | Interviste a personaggi del web per raccogliere idee sul futuro del canale; l'idea migliore verrà sviluppata. | Luis Sal     | 13 giugno 2025  |
| L'amico disoccupato il martedì! | Una raccolta di sketch comici del comico Nello Taver, caratterizzati da situazioni assurde dai toni surreali e grotteschi. L’umorismo si fonda su equivoci, nonsense e un’interpretazione esagerata della realtà quotidiana. | Nello Taver  | 17 giugno 2025  |

## Conduzione

### Muschio Selvaggio
Fino a gennaio 2023 il podcast è stato condotto da Fedez e dai fratelli Luis e Martin Sal. In seguito all'abbandono da parte dei fratelli Sal, da marzo a maggio dello stesso anno è stato condotto solamente da Fedez. A partire da maggio 2023 a marzo 2024 Fedez è stato affiancato da Davide Marra. Da aprile 2024 la conduzione è tornata ai fratelli Sal.

### Muschio Selvaggio da Sanremo
Il programma debutta su Rai 2 il 7 febbraio 2023 dal gazebo Studio dell'hotel Globo di Sanremo (non distante dal green carpet) con il titolo Muschio Selvaggio da Sanremo nella settimana del Festival di Sanremo 2023 e va in onda fino all'11 febbraio nella fascia pre-serale dalle 18:45 alle 19:00 (la versione ridotta in quanto la puntate integrali, di durata 50 minuti, sono disponibili su Rai Play e RaiPlay Sound); oltre a Fedez e ai fratelli Sal è presente in studio anche il maestro Beppe Vessicchio.

### Diverbio tra Fedez e Luis Sal
In seguito a Muschio Selvaggio da Sanremo, c'è stata una non spiegata scomparsa di Sal dalle successive puntate online, fortemente contestata dal pubblico del podcast. Nel frattempo Fedez ha continuato regolarmente la sua attività nel programma, a volte conducendolo da solo, a volte sostituendo l'assente Sal con la personalità di internet Davide Marra. Nel contempo Fedez ha aperto un ulteriore podcast intitolato Wolf.
Nei primi giorni di giugno del 2023 Fedez ha rotto il silenzio sull'assenza di Sal in un episodio atipico di Muschio selvaggio, intitolato Che fine ha fatto Luis, in cui, da solo negli studi del programma, ha affermato che la causa sia stata una discussione lavorativa in cui disse a Sal di aver avuto la sensazione di doversi fare carico di tutto, «una discussione sicuramente animata che ci ha portato a dire, alla fine, "prendiamoci qualche settimana per capire cosa fare"». Il cantante ha inoltre affermato che «il podcast è ancora di Luis, avevamo fatto una società al 50%».
La risposta di Sal è arrivata il giorno successivo con un episodio sullo stesso canale, dal titolo Eccomi qui, in cui si trova in una location diversa dagli studi del programma, e accusa Fedez di aver distorto la narrativa degli eventi e in cui ha spiegato di aver deciso di abbandonare il podcast dato che, a suo dire, la gestione fosse stata egemonizzata dal cantante. Nel video ha spiegato che lui non era d'accordo con la trasmissione delle puntate a Sanremo, e che, alla decisione dell'abbandono, Fedez sia intervenuto legalmente per poi continuare il podcast senza la sua autorizzazione. Ha aggiunto, inoltre, che Fedez gli propose di riapparire sotto compenso, con l'obbligo di riservatezza, in un video dove si sarebbe dovuto scusare per l'assenza con un testo concordato, e che gli avrebbe fatto un'offerta per il suo 50%. In seguito al rifiuto da parte di Sal, Fedez avrebbe chiesto il risarcimento per i danni creati dalla sua assenza.
In una controreplica sul suo profilo Instagram, Fedez ha risposto a Sal dicendo: «Da quando hai deciso di abbandonare il podcast hai smesso di pagare gli stipendi a persone che non sono multimilionarie come me o come te, hai smesso di pagare gli affitti, hai lasciato dei debiti nei miei confronti».
Il 28 maggio 2024 il tribunale di Milano ha stabilito che la proprietà del podcast spettasse a Sal, che ha ripreso il podcast con il fratello Martin e ottenuto le quote societarie di Fedez.

### Il ritorno del podcast
Dopo le vicende legali, il podcast riparte con la decima stagione l'8 aprile 2024. Questa stagione introduce due novità: un'asta di legno che viene abbassata, dando l'idea letterale di star abbassando la qualità del podcast; ed un nuovo format dal nome "dibattitini" in cui si svolge un dibattito tra due squadre composte da tre persone ciascuna, ognuna con un'idea diversa.

### Rinascita
Il 13 giugno 2025 Luis Sal annuncia e pubblica il primo episodio su Youtube 
del nuovo corso del podcast.
Nascono così diversi nuovi format oltre alla nuova stagione di Dibattini.

## Episodi
| Stagione                                  | Prima TV          | Prima TV         | Puntate | Conduttori | Conduttori       | Conduttori   | Conduttori   | Regia    | Trasmissione                   |  |
| Stagione                                  | Inizio            | Fine             | Puntate | Conduttori | Conduttori       | Conduttori   | Conduttori   | Regia    | Trasmissione                   |  |
| ----------------------------------------- | ----------------- | ---------------- | ------- | ---------- | ---------------- | ------------ | ------------ | -------- | ------------------------------ |  |
| Prima stagione                            | 13 gennaio 2020   | 14 luglio 2020   | 27      | Fedez      | Fedez            | Luis Sal     | Martin Sal   | Luis Sal | YouTube                        |  |
| Seconda stagione                          | 14 settembre 2020 | 7 dicembre 2020  | 13      | Fedez      | Fedez            | Luis Sal     | Martin Sal   | Luis Sal | YouTube                        |  |
| Terza stagione                            | 25 gennaio 2021   | 29 luglio 2021   | 25      | Fedez      | Fedez            | Luis Sal     | Martin Sal   | Luis Sal | YouTube                        |  |
| Quarta stagione                           | 11 ottobre 2021   | 27 giugno 2022   | 30      | Fedez      | Fedez            | Luis Sal     | Martin Sal   | Luis Sal | YouTube                        |  |
| Quinta stagione                           | 20 settembre 2022 | 2 febbraio 2023  | 17      | Fedez      | Fedez            | Luis Sal     | Martin Sal   | Luis Sal | YouTube                        |  |
| Speciale - Muschio Selvaggio da Sanremo   | 7 febbraio 2023   | 11 febbraio 2023 | 5       | Fedez      | Beppe Vessicchio | Luis Sal     | Martin Sal   | Fedez    | Rai 2, RaiPlay e RaiPlay Sound |  |
| Sesta stagione                            | 22 marzo 2023     | 29 giugno 2023   | 15      | Fedez      | Davide Marra     | Davide Marra | Davide Marra | Fedez    | YouTube                        |  |
| Settima stagione                          | 23 ottobre 2023   | 18 dicembre 2023 | 9       | Fedez      | Davide Marra     | Davide Marra | Davide Marra | Fedez    | YouTube                        |  |
| Ottava stagione                           | 8 gennaio 2024    | 25 marzo 2024    | 11      | Fedez      | Davide Marra     | Davide Marra | Davide Marra | Fedez    | YouTube                        |  |
| Nona stagione                             | 8 aprile 2024     | 29 luglio 2024   | 17      | Luis Sal   | Luis Sal         | Martin Sal   | Martin Sal   | Luis Sal | YouTube                        |  |
| Decima stagione                           | 30 settembre 2024 | 5 dicembre 2024  | 10      | Luis Sal   | Luis Sal         | Martin Sal   | Martin Sal   | Luis Sal | YouTube                        |  |
| Muschio Selvaggio: Dibattitini Stagione 1 | 3 ottobre 2024    | 2 dicembre 2024  | 9       | Luis Sal   | Luis Sal         |              |              | Luis Sal | YouTube                        |  |
| Muschio Selvaggio: Dibattitini Stagione 2 | 22 giugno 2025    |                  | 1       | Luis Sal   | Luis Sal         |              |              | Luis Sal | YouTube                        |  |

## Ospiti
| 1                             | Bello Figo e Luciana Violini (nonna di Fedez)                                                                       | Fedez e Luis Sal                                              |         |       |        |
| 2                             | Stefano Boeri | Fedez, Luis Sal e Martin Sal                                  |         |       |        |
| 3                             | Chadia Rodríguez e Maura Gigliotti                                                                                  | Fedez e Luis Sal                                              |         |       |        |
| 4                             | Marco Cappato | Fedez, Luis Sal e Martin Sal                                  |         |       |        |
| 5                             | Mauro Biglino | Fedez, Luis Sal e Martin Sal                                  |         |       |        |
| 6                             | Vittorio Feltri | Fedez, Luis Sal e Martin Sal                                  |         |       |        |
| 7                             | Furio Ravera e Giuliano Calza                                                                                       | Fedez e Luis Sal                                              |         |       |        |
| 8                             | Giovanni Muciaccia                                                                                                  | Fedez, Luis Sal e Martin Sal                                  |         |       |        |
| 9                             | Chadia Rodríguez, Diana Del Bufalo, Gallagher, Luca Ravenna, Mike Lennon, Pinguini Tattici Nucleari e Tommaso Zorzi | Fedez, Luis Sal e Martin Sal                                  |         |       |        |
| 10                            | Chadia Rodríguez, Diana Del Bufalo, Gallagher, Luca Ravenna, Mike Lennon, Pinguini Tattici Nucleari e Tommaso Zorzi | Fedez, Luis Sal e Martin Sal                                  |         |       |        |
| 11                            | Leo Ortolani | Fedez, Luis Sal e Martin Sal                                  |         |       |        |
| 12                            | Logan Paul | Fedez, Luis Sal e Martin Sal                                  |         |       |        |
| 13                            | Fiorello | Fedez, Luis Sal e Martin Sal                                  |         |       |        |
| 14                            | Sdrumox, Homyatol e Simone Panetti                                                                                  | Fedez, Luis Sal e Martin Sal                                  |         |       |        |
| 15                            | Paolo Bonolis | Fedez, Luis Sal e Martin Sal                                  |         |       |        |
| 16                            | - | Fedez, Luis Sal e Martin Sal                                  |         |       |        |
| 17                            | Antonio Rezza e Flavia Mastrella                                                                                    | Fedez, Luis Sal e Martin Sal                                  |         |       |        |
| 18                            | Inoki | Fedez, Luis Sal e Martin Sal                                  |         |       |        |
| 19                            | Luca Parmitano | Fedez, Luis Sal e Martin Sal                                  |         |       |        |
| 20                            | Marco Belinelli | Fedez, Luis Sal e Martin Sal                                  |         |       |        |
| 21                            | - | Fedez, Luis Sal e Martin Sal                                  |         |       |        |
| 22                            | Beatrice Borromeo                                                                                                   | Fedez, Luis Sal e Martin Sal                                  |         |       |        |
| 23                            | DrefGold | Fedez e Luis Sal                                              |         |       |        |
| 24                            | Andrea Presti | Fedez, Luis Sal e Martin Sal                                  |         |       |        |
| 25                            | Bruno Barbieri | Fedez, Luis Sal e Martin Sal                                  |         |       |        |
| 26                            | Tedua | Fedez e Luis Sal                                              |         |       |        |
| 27                            | Chiara Ferragni | Fedez, Luis Sal e Martin Sal                                  |         |       |        |
| Seconda stagione              | |                                                               |         |       |        |
| 28                            | Giuseppe Cruciani                                                                                                   | Fedez, Luis Sal e Martin Sal                                  |         |       |        |
| 29                            | Mara Maionchi e Rosa Chemical                                                                                       | Fedez e Luis Sal                                              |         |       |        |
| 30                            | Carly | Fedez e Luis Sal                                              |         |       |        |
| 31                            | Roberto Paura | Fedez, Luis Sal e Martin Sal                                  |         |       |        |
| 32                            | Stefano Paternò | Fedez e Luis Sal                                              |         |       |        |
| 33                            | Don Alberto Ravagnani                                                                                               | Fedez e Luis Sal                                              |         |       |        |
| 34                            | Federic95ita | Fedez e Luis Sal                                              |         |       |        |
| 35                            | Don Alberto Ravagnani e Edoardo Magro                                                                               | Fedez e Luis Sal                                              |         |       |        |
| 36                            | Bebe Vio | Fedez e Luis Sal                                              |         |       |        |
| 37                            | - | Fedez, Luis Sal e Martin Sal                                  |         |       |        |
| 38                            | Andrea Muzii | Fedez, Luis Sal e Martin Sal                                  |         |       |        |
| 39                            | Jean Pascal e Marina                                                                                                | Fedez, Luis Sal e Martin Sal                                  |         |       |        |
| 40                            | Federico Garcea | Fedez, Luis Sal e Martin Sal                                  |         |       |        |
| Terza stagione                | |                                                               |         |       |        |
| 41                            | Alessandro Barbero                                                                                                  | Fedez, Luis Sal e Martin Sal                                  |         |       |        |
| 42                            | Antonio Valmaggia e Lodo Guenzi                                                                                     | Fedez e Luis Sal                                              |         |       |        |
| 43                            | Valerio Lundini | Fedez, Luis Sal e Martin Sal                                  |         |       |        |
| 44                            | Jacopo De Carli e Marco Evangelisti                                                                                 | Fedez e Luis Sal                                              |         |       |        |
| 45                            | Joe Bastianich | Fedez e Luis Sal                                              |         |       |        |
| 46                            | Benedetta Rossi e Taylor Mega                                                                                       | Fedez e Luis Sal                                              |         |       |        |
| 47                            | Dario Sammartino | Fedez, Luis Sal e Martin Sal                                  |         |       |        |
| 48                            | Gaia | Fedez, Luis Sal e Martin Sal                                  |         |       |        |
| 49                            | Fiks e Mario Furlan                                                                                                 | Fedez e Luis Sal                                              |         |       |        |
| 50                            | Ariete | Fedez, Luis Sal e Martin Sal                                  |         |       |        |
| 51                            | Angelo Pintus e Lillo                                                                                               | Fedez e Luis Sal                                              |         |       |        |
| 52                            | Enrico Mentana e Homyatol                                                                                           | Fedez e Luis Sal                                              |         |       |        |
| 53                            | Adrian Fartade | Fedez, Luis Sal e Martin Sal                                  |         |       |        |
| 54                            | Elio e Frank Matano                                                                                                 | Fedez e Luis Sal                                              |         |       |        |
| 55                            | Emanuela Fanelli | Fedez, Luis Sal e Martin Sal                                  |         |       |        |
| 56                            | Donatella Versace                                                                                                   | Fedez e Luis Sal                                              |         |       |        |
| 57                            | Alessandro Masala                                                                                                   | Fedez, Luis Sal e Martin Sal                                  |         |       |        |
| 58                            | Capo Plaza | Fedez, Luis Sal e Martin Sal                                  |         |       |        |
| 59                            | Gabriele Salvatores                                                                                                 | Fedez, Luis Sal e Martin Sal                                  |         |       |        |
| 60                            | Enrico Brizzi | Luis Sal e Martin Sal                                         |         |       |        |
| 61                            | Edoardo Ferrario e Luca Ravenna                                                                                     | Fedez, Luis Sal e Martin Sal                                  |         |       |        |
| 62                            | Debora Massari e Iginio Massari                                                                                     | Fedez e Luis Sal                                              |         |       |        |
| 63                            | Alessandro Michele                                                                                                  | Fedez e Luis Sal                                              |         |       |        |
| 64                            | Massimo Boldi e Myss Keta                                                                                           | Fedez e Luis Sal                                              |         |       |        |
| 65                            | Maria Grazia Chiuri                                                                                                 | Fedez e Luis Sal                                              |         |       |        |
| Quarta stagione               | |                                                               |         |       |        |
| 66                            | Massimo Pericolo | Fedez, Luis Sal e Martin Sal                                  |         |       |        |
| 67                            | Piergiorgio Odifreddi                                                                                               | Fedez, Luis Sal e Martin Sal                                  |         |       |        |
| 68                            | Christian Vieri | Fedez e Luis Sal                                              |         |       |        |
| 69                            | Simone Barlaam | Fedez e Luis Sal                                              |         |       |        |
| 70                            | Sangiovanni | Fedez e Luis Sal                                              |         |       |        |
| 71                            | Luca Gritti | Fedez e Luis Sal                                              |         |       |        |
| 72                            | Baby Gang | Fedez e Luis Sal                                              |         |       |        |
| 73                            | Meduza | Fedez e Luis Sal                                              |         |       |        |
| 74                            | Riae | Fedez e Luis Sal                                              |         |       |        |
| 75                            | Cesare Cremonini | Fedez, Luis Sal e Martin Sal                                  |         |       |        |
| 76                            | Babbo Natale (interpretato da Martin Sal)                                                                           | Fedez e Luis Sal                                              |         |       |        |
| 77                            | Giorgio Chiellini e Leonardo Bonucci (doppiati da Marco Vivio e Massimiliano Manfredi)                              | Fedez e Martin Sal (doppiati da Angelo Maggi e Alex Polidori) |         |       |        |
| 78                            | Gabriele Muccino | Fedez e Luis Sal                                              |         |       |        |
| 79                            | Carlo Cracco | Fedez, Luis Sal e Martin Sal                                  |         |       |        |
| 80                            | Vladimir Luxuria | Fedez, Luis Sal e Martin Sal                                  |         |       |        |
| 81                            | Sick Luke | Fedez e Luis Sal                                              |         |       |        |
| 82                            | Tananai | Fedez e Luis Sal                                              |         |       |        |
| 83                            | Dargen D'Amico | Fedez, Luis Sal e Martin Sal                                  |         |       |        |
| 84                            | Franchino | Fedez, Luis Sal e Martin Sal                                  |         |       |        |
| 85                            | Belén Rodríguez | Fedez, Luis Sal e Martin Sal                                  |         |       |        |
| 86                            | Maccio Capatonda | Fedez, Luis Sal e Martin Sal                                  |         |       |        |
| 87                            | Lazza | Fedez e Luis Sal                                              |         |       |        |
| 88                            | Adrian Fartade e Barbascura X                                                                                       | Fedez e Luis Sal                                              |         |       |        |
| 89                            | Fabio Caressa | Fedez e Luis Sal                                              |         |       |        |
| 90                            | Roberto Bolle | Fedez e Luis Sal                                              |         |       |        |
| 91                            | Ghali | Fedez e Luis Sal                                              |         |       |        |
| 92                            | Carlo Zendo Tetsugen Serra                                                                                          | Fedez, Luis Sal e Martin Sal                                  |         |       |        |
| 93                            | Angelo Langé e Chicoria                                                                                             | Fedez e Luis Sal                                              |         |       |        |
| 94                            | Gerry Scotti | Fedez, Luis Sal e Martin Sal                                  |         |       |        |
| 95                            | J-Ax | Fedez, Luis Sal e Martin Sal                                  |         |       |        |
| Quinta stagione               | |                                                               |         |       |        |
| 96                            | Charles Leclerc | Fedez e Luis Sal                                              |         |       |        |
| 97                            | Antonio Cassano | Fedez e Luis Sal                                              |         |       |        |
| 98                            | Nello Taver | Fedez e Luis Sal                                              |         |       |        |
| 99                            | Nada Loffredi e Sapobully                                                                                           | Fedez e Luis Sal                                              |         |       |        |
| 100                           | Andrea Presti, Bello Figo, Edoardo Magro, Mauro Biglino e Vittorio Feltri                                           | Fedez, Luis Sal e Martin Sal                                  |         |       |        |
| 101                           | Tony Effe | Fedez, Luis Sal e Martin Sal                                  |         |       |        |
| 102                           | Umberto Galimberti                                                                                                  | Fedez, Luis Sal e Martin Sal                                  |         |       |        |
| 103                           | Jakidale | Fedez, Luis Sal e Martin Sal                                  |         |       |        |
| 104                           | Emanuel Cosmin Stoica                                                                                               | Fedez e Luis Sal                                              |         |       |        |
| 105                           | Yungblud | Fedez e Luis Sal                                              |         |       |        |
| 106                           | Nicola Gratteri | Fedez e Luis Sal                                              |         |       |        |
| 107                           | The Chainsmokers | Fedez e Luis Sal                                              |         |       |        |
| 108                           | Michela Murgia | Fedez e Luis Sal                                              |         |       |        |
| 109                           | Niccolò Calandri | Fedez e Luis Sal                                              |         |       |        |
| 110                           | Marvin Vettori | Fedez e Luis Sal                                              |         |       |        |
| 111                           | Gianluigi Nuzzi | Fedez e Luis Sal                                              |         |       |        |
| 112                           | Roberto Saviano | Fedez, Luis Sal e Martin Sal                                  |         |       |        |
| Sesta stagione                | |                                                               |         |       |        |
| 113                           | Cecilia Strada | Fedez                                                         |         |       |        |
| 114                           | Fabio Rovazzi | Fedez                                                         |         |       |        |
| 115                           | Nitro | Fedez                                                         |         |       |        |
| 116                           | VillaBanks | Fedez                                                         |         |       |        |
| 117                           | Mario Balotelli | Fedez                                                         |         |       |        |
| 118                           | Matteo Paolillo | Fedez                                                         |         |       |        |
| 119                           | Bresh | Fedez                                                         |         |       |        |
| 120                           | Emma Marrone | Fedez                                                         |         |       |        |
| 121                           | Alex Schwazer e Sandro Donati                                                                                       | Fedez e Davide Marra                                          |         |       |        |
| 122                           | Paolo Maldini | Fedez                                                         |         |       |        |
| 123                           | Sammy Basso | Fedez e Davide Marra                                          |         |       |        |
| 124                           | Fabio Cannavaro | Fedez e Davide Marra                                          |         |       |        |
| 125                           | Javier Zanetti | Fedez e Davide Marra                                          |         |       |        |
| 126                           | Cerbero Podcast | Fedez e Davide Marra                                          |         |       |        |
| 127                           | Morgan | Fedez e Davide Marra                                          |         |       |        |
| Settima stagione              | |                                                               |         |       |        |
| 128                           | Fabio Fazio | Fedez e Davide Marra                                          |         |       |        |
| 129                           | Mauro Biglino | Fedez e Davide Marra                                          |         |       |        |
| 130                           | Vincenzo De Luca | Fedez e Davide Marra                                          |         |       |        |
| 131                           | Stefano Bandecchi e Tomaso Montanari                                                                                | Fedez e Davide Marra                                          |         |       |        |
| 132                           | Cathy La Torre e Mario Adinolfi                                                                                     | Fedez                                                         |         |       |        |
| 133                           | Gigi D'Alessio e Luchè                                                                                              | Fedez e Davide Marra                                          |         |       |        |
| 134                           | Roberto Saviano | Fedez e Davide Marra                                          |         |       |        |
| 135                           | Piercamillo Davigo                                                                                                  | Fedez e Davide Marra                                          |         |       |        |
| 136                           | Pietro Orlandi | Fedez e Davide Marra                                          |         |       |        |
| Ottava stagione               | |                                                               |         |       |        |
| 137                           | David Parenzo e ilGabbrone                                                                                          | Fedez e Davide Marra                                          |         |       |        |
| 138                           | Rondodasosa | Fedez e Davide Marra                                          |         |       |        |
| 139                           | Patrizia Moretti | Fedez e Davide Marra                                          |         |       |        |
| 140                           | Matteo Mariotti | Fedez e Davide Marra                                          |         |       |        |
| 141                           | Don Claudio Burgio e Sacky                                                                                          | Fedez e Davide Marra                                          |         |       |        |
| 142                           | Daniele Capezzone e Marco Travaglio                                                                                 | Fedez e Davide Marra                                          |         |       |        |
| 143                           | Giuliano Di Bernardo                                                                                                | Fedez e Davide Marra                                          |         |       |        |
| 144                           | Barbascura X e Red Ronnie                                                                                           | Fedez e Davide Marra                                          |         |       |        |
| 145                           | Medy | Fedez e Davide Marra                                          |         |       |        |
| 146                           | Valeria Vecchione e Daniele Trinchieri                                                                              | Fedez e Davide Marra                                          |         |       |        |
| 147                           | Alex Mucci e Pippo Ricciardi                                                                                        | Fedez e Davide Marra                                          |         |       |        |
| Nona stagione                 | |                                                               |         |       |        |
| 148                           | Immanuel Casto e Sdrumox                                                                                            | Luis Sal e Martin Sal                                         |         |       |        |
| 149                           | Geopop e Baby K | Luis Sal e Martin Sal                                         |         |       |        |
| 150                           | Gianluca Gazzoli e Che Guevara (interpretato da Martin Sal)                                                         | Luis Sal                                                      |         |       |        |
| 151                           | Surry e Lorenzo Ruzza                                                                                               | Luis Sal e Martin Sal                                         |         |       |        |
| 152                           | i Doi e Riccardo Monco                                                                                              | Luis Sal e Martin Sal                                         |         |       |        |
| 153                           | Human Safari | Luis Sal, Martin Sal e Surry                                  |         |       |        |
| 154                           | Lorenzo Montali | Luis Sal e Martin Sal                                         |         |       |        |
| 155                           | Daniele Tinti e Stefano Rapone                                                                                      | Luis Sal e Martin Sal                                         |         |       |        |
| 156                           | Giorgio Metta e Alessandro Cecchi Paone                                                                             | Luis Sal e Martin Sal                                         |         |       |        |
| 157                           | Giorgio Montanini e Diego Naska                                                                                     | Luis Sal e Martin Sal                                         |         |       |        |
| 158                           | Maurizio Merluzzo                                                                                                   | Luis Sal, Martin Sal, Surry                                   |         |       |        |
| 159                           | Greta Menchi e Cristina Mazza                                                                                       | Luis Sal e Martin Sal                                         |         |       |        |
| 160                           | Andrea Colamedici e Maura Gancitano                                                                                 | Luis Sal e Martin Sal                                         |         |       |        |
| 161                           | Papa V e Nerissima Serpe                                                                                            | Luis Sal e Martin Sal                                         |         |       |        |
| 162                           | Francesco Ghelardini                                                                                                | Luis Sal e Martin Sal                                         |         |       |        |
| 163                           | Pif e Homyatol | Luis Sal e Martin Sal                                         |         |       |        |
| 164                           | Michela Giraud | Luis Sal e Martin Sal                                         |         |       |        |
| Decima stagione               | |                                                               |         |       |        |
| 165                           | Side Baby | Luis Sal, Martin Sal e Riko De Ville                          |         |       |        |
| 166                           | Gad Lerner e Karem Rohana                                                                                           | Luis Sal e Martin Sal                                         |         |       |        |
| 167                           | Giacomo Maiolini (Time Records)                                                                                     | Luis Sal, Martin Sal, Riko De Ville                           |         |       |        |
| 168                           | Vincenzo Schettini (La Fisica che Ci Piace)                                                                         | Luis Sal, Martin Sal, Riko De Ville                           |         |       |        |
| 169                           | Ibrahima Lo | Luis Sal, Martin Sal, Riko De Ville                           |         |       |        |
| 170                           | Filippo Giardina | Luis Sal, Martin Sal, Riko De Ville                           |         |       |        |
| 171                           | Luca Parmitano | Luis Sal, Martin Sal, Riko De Ville                           |         |       |        |
| 172                           | un rider | Luis Sal e Riko De Ville                                      |         |       |        |
| 173                           | Enkk e Jakidale | Luis Sal e Riko De Ville                                      |         |       |        |
| 174                           | Elettra Azarath e Maria Sofia Federico                                                                              | Luis Sal e Riko De Ville                                      |         |       |        |
| Speciali                      | |                                                               |         |       |        |
| Speciale Oscar 2020           | Chiara Ferragni, Donatella Versace, Kim Kardashian, Kanye West, Billie Eilish e Adam Sandler                        | Fedez, Luis Sal e Martin Sal                                  |         |       |        |
| Fine seconda stagione         | - | Fedez, Luis Sal e Martin Sal                                  |         |       |        |
| Viaggio selvaggio a Las Vegas | Andrea Muzii e Dario Sammartino                                                                                     | Fedez, Luis Sal e Martin Sal                                  |         |       |        |
| Che fine ha fatto Luis        | - | Fedez                                                         |         |       |        |
| Eccomi qui                    | - | Luis Sal                                                      |         |       |        |
| Muschio Selvaggio da Sanremo  | |                                                               |         |       |        |
|                               | Messa in onda | Ospiti                                                        | Ascolti | Share | Fonte  |
| 1                             | 7 febbraio 2023 | Tananai, Marco Mengoni, Modà                                  | 429 000 | 3,04% | [ 17 ] |
| 2                             | 8 febbraio 2023 | Articolo 31, I Cugini di Campagna, Giorgia                    | 453 000 | 3,07% | [ 18 ] |
| 3                             | 9 febbraio 2023 | Mara Sattei, Colapesce Dimartino, Francesca Fagnani           | 438 000 | 2,97% | [ 19 ] |
| 4                             | 10 febbraio 2023 | Gianluca Grignani, Lazza, Ariete                              | 410 000 | 2,82% | [ 20 ] |
| 5                             | 11 febbraio 2023 | Amadeus, Gianni Morandi, Rosa Chemical, Paola & Chiara        | 407 000 | 2,96% | [ 21 ] |

### Muschio Selvaggio: Dibattitini
Muschio Selvaggio: Dibattitini  è un format televisivo derivato dall'omonimo podcast, ideato da Luis Sal. Al momento sono state realizzate due stagioni, molto diverse tra loro.
Nella prima stagione, due gruppi di persone si confrontano su temi di attualità e altri argomenti, con un limite di 10 minuti a testa per esporre le proprie opinioni. Questa formula è stata oggetto di critiche per via delle frequenti interruzioni tra le parti. Le puntate venivano pubblicate settimanalmente, ogni giovedì.
La seconda stagione è iniziata il 22 giugno 2025, introducendo significative novità: il dibattito è ora condotto tra una o due persone per fazione, viene dato più tempo per argomentare e non è prevista l'interruzione dell'interlocutore, ma solo la cessione della parola.
| Nº puntate       | Titolo                                                    | Ospiti |
| Prima stagione   | Prima stagione                                            | Prima stagione |
| ---------------- | --------------------------------------------------------- | --- |
| 1                | Aiutiamoli a casa loro?                                   | Advia, Giorgia Linardi, Giorgio Brizio, Ferrante De Benedictis (pro), Francesco Giubilei e Pasquale Ferraro (anti)      |
| 2                | Come si usa il bidet?                                     | Luis Sal, Simone Panetti, Lorenzo Maiocchi, Riccardo Vagnola, Umberto Prevosto e Diego Caterbetti                       |
| 3                | La legalizziamo?                                          | Daniele Saponaro, Sara Di Marco, Lorenzo Carlino (anti) - Matteo Mainardi, Antonella Soldo, Marco Martinelli (pro)      |
| 4                | cannaBIS?                                                 | Daniele Saponaro, Sara Di Marco, Lorenzo Carlino (anti) - Matteo Mainardi, Antonella Soldo, Marco Martinelli (pro)      |
| 5                | smartworking!?                                            | Mattia Castelli, Chiara Spinelli, Gabriele Tamborrino (anti) - Sabrina Valardo, Marta Prosperi, Giulia Di Filippo (pro) |
| 6                | libertà d’espressione o moderazione?                      | Milo, Giulia, Simone (anti) - Iacopo, Marta, Lorenzo (pro)                                                              |
| 7                | vegani figli dell’occidente viziato?                      | Matteo Cupi, Giorgio Immesi, Lorenzo Biagiarelli (anti) - Antonio Siano, Guido Mori, Michele Ruschioni (pro)            |
| 8                | lo stato non è laico                                      | Andrea Turi, Samuele Moccia, Silvio Viale (anti) - Ferrante De Benedictis, Pasquale Ferraro, Riccardo Perrone (pro)     |
| 9                | che macello                                               | Matteo Cupi, Giorgio Immesi, Lorenzo Biagiarelli (anti) - Antonio Siano, Guido Mori, Michele Ruschioni (pro)            |
| Seconda stagione |                                                           | |
| 1                | L’aborto non è un diritto                                 | Maria Rachele Ruiu (pro) – Federica Di Martino (contro)                                                                 |
| 2                | "la gente non è disposta a cambiare le proprie abitudini" | Luca Romano (pro) - Ester Tommaso portavoce di Ultima Generazione (contro)                                              |

## Accoglienza
Il podcast è risultato essere il più ascoltato in Italia nel 2020, e il secondo più ascoltato nel 2021.